# Rimma Żukowa
Rimma Michajłowna Żukowa (ros. Римма Михайловна Жукова, ur. 14 marca 1925 w Swierdłowsku – zm. 5 sierpnia 1999 w Moskwie) – rosyjska łyżwiarka szybka reprezentująca ZSRR, wielokrotna medalistka mistrzostw świata.

## Kariera
Pierwszy sukces w karierze Rimma Żukowa osiągnęła w 1949 roku, kiedy zdobyła brązowy medal podczas wielobojowych mistrzostw świata w Kongsbergu. W zawodach tych wyprzedziły ją jedynie dwie rodaczki: Marija Isakowa oraz Zoja Chołszczewnikowa. Żukowa zajęła tam drugie miejsce na dystansie 5000 m, trzecie w biegach na 3000 i 1000 m oraz czwarte na 500 m. Jej łączny wynik wynoszący 213,793 pkt dałby jej drugie miejsce w wieloboju. Mimo uzyskania słabszego od Żukowej wyniku punktowego Isakowa została ogłoszona mistrzynią świata, gdyż zgodnie z obowiązującymi wówczas zasadami zwycięstwo na trzech z czterech dystansów automatycznie dawało łączne zwycięstwo. Żukowa została więc sklasyfikowana na trzeciej pozycji. Wynik ten powtórzyła na rozgrywanych rok później mistrzostwach świata w Moskwie, plasując się za Isakową i Zinaidą Krotową. Tym razem wygrała bieg na 3000 m, była druga na 1000 m, czwarta na 500 oraz szósta na 5000 m. Rok później nie wystartowała, a podczas mistrzostw świata w Kokkola była czwarta, przegrywając walkę o medal z Norweżką Randi Thorvaldsen.
Na podium wróciła na mistrzostwach świata w Lillehammer w 1953 roku, zajmując drugie miejsce za Chalidą Szczegolejewą. Stawała na podium we wszystkich biegach, wygrywając na 500 i 1000 m, na 3000 m była druga, a na 5000 m trzecia. Srebro przywiozła również z mistrzostw świata w Östersund w 1954 roku, gdzie lepsza była tylko Lidija Sielichowa. W poszczególnych biegach zajmowała szóste miejsce na 500 m, pierwsze na 3000 m, trzecie na 1000 m i drugie na 5000 m. Największy sukces osiągnęła w 1955 roku, kiedy na mistrzostwach świata w Kuopio zdobyła złoty medal. Wygrała tam biegi na 3000 i 5000 m, a w biegach na 500 i 1000 m zajmowała trzecie miejsce. Wyniki ten pozwoliły jej wyraźnie wyprzedzić Tamarę Ryłową i Sofję Kondakową. Ostatni medal wywalczyła na rozgrywanych rok później mistrzostwach świata w Kvarnsveden w 1956 roku, gdzie była druga za Kondakową. Żukowa wygrała tam bieg na 3000 m, była druga na 1000 m, trzecia na 1500 m i czwarta w biegu na 500 m. brała także udział w mistrzostwach świata w Imatra w 1957 roku, gdzie rywalizację ukończyła na piątej pozycji. Jej najlepszym wynikiem było tam drugie miejsce w biegu na 3000 m. Ponadto siedmiokrotnie zdobywała medale mistrzostw Związku Radzieckiego w wieloboju, w tym złote w latach 1952-1954.
W 1952 roku otrzymała tytuł Zasłużonego Mistrza Sportu ZSRR. Została także odznaczona Orderem Czerwonego Sztandaru Pracy.
Ustanowiła sześć rekordów świata.